# 姜英洙
姜 英洙（姜 永寿、カン・ヨンス、朝鮮語: 강영수、1966年12月7日 - ）は、朝鮮民主主義人民共和国の政治家。都市経営相、朝鮮労働党中央委員会委員候補、黄海北道人民委員会委員長などを歴任した。

## 経歴
1966年に慈江道で生まれた。2011年6月に都市経営副相に任命され、2012年9月に黄海北道人民委員会委員長に転じた。2013年4月に開催された最高人民会議第12期第7回会議で都市経営相に任命され、2014年3月に最高人民会議第13期代議員に選出された。2016年5月9日に開催された朝鮮労働党第7次大会で朝鮮労働党中央委員会委員候補に選出され、2018年9月19日に南北首脳会談のため訪朝した、韓国の文在寅大統領と崔龍海党副委員長によって行われた記念植樹に参加した。2019年4月11日に開催された最高人民会議第13期第1回会議で都市経営相に再任された。
2021年1月5日から開催された朝鮮労働党第8次大会で行われた党中央委員候補から脱落。1月17日に開催された最高人民会議第14期第4回会議で都市経営相を解任された。

## 参考サイト
- 북한정보포털

| 先代李元一 | 黄海北道人民委員会委員長2012年 - 2013年 | 次代任勲 |

| 先代黄鶴元 | 都市経営相2013年 - 2021年 | 次代イム・ギョンジェ |